# María del Carmen Alarcón
María del Carmen Alarcón (n. 1954) es una política argentina del Partido Justicialista, que se desempeñó como diputada nacional por la provincia de Santa Fe entre 1999 y 2007, y como secretaria de Integración Nacional de la Jefatura de Gabinete de Ministros entre 2009 y 2015.

## Biografía
Nació en 1954 y desciende de mocovíes. Durante la gobernación de Carlos Reutemann se desempeñó como directora de ceremonial.
Fue elegida diputada nacional por la provincia de Santa Fe en 1999 y reelegida en 2003, finalizando su segundo período en 2007. Como parte del Partido Justicialista, integró el bloque del Frente para la Victoria hasta su ruptura con el kirchnerismo tras lo cual formó el monobloque Movimiento Pampa Sur. Fue presidenta de la comisión de Agricultura y Ganadería (hasta 2006), y vocal en las comisiones de Comercio, de Industria, y de Relaciones Exteriores y Culto.
Tras su paso por el Congreso, se desempeñó como secretaria de Integración Regional en el Ministerio de Producción de la provincia de Santa Fe, designada por Hermes Binner. Tiempo antes había adherido al Frente Progresista Cívico y Social, participando en la campaña de Binner para las elecciones provinciales de 2007.
En septiembre de 2009, fue designada titular de la nueva Secretaría de Integración Nacional de la Jefatura de Gabinete de Ministros por la presidenta Cristina Fernández de Kirchner. Dicha secretaría, propuesta por ella al entonces jefe de gabinete Aníbal Fernández, se inspiró en el Ministerio de Integración Nacional de Brasil. Permaneció en el cargo hasta 2015.